# Kolomenskaja
Kolomenskaja (in russo Коло́менская?) è una stazione della Linea Zamoskvoreckaja, la linea 2 della Metropolitana di Mosca. Fu inaugurata l'11 agosto 1969 come estensione meridionale della linea.
Chiamata come il parco-museo Kolomenskoe, situato nei pressi della fermata, la stazione è costruita con un design a tre volte sostenute da pilastri, tipico all'epoca della costruzione. Disegnata dagli architetti L.Shagurina e V.Cheremin, il tema della stazione fu ispirato dagli antichi motivi russi associati alla località. La stazione risulta chiara e luminosa, con due serie di quaranta pilastri ottagonali ricoperti in marmo bianco e il pavimento di granito grigio e asfalto sui margini della banchina. La stazione contiene diverse targhe in marmo installate tra le piastrelle gialle in ceramica sulle mura. Create dallo scultore E.Ladygin, queste targhe mostrano immagini tratte dal mito storico russo dei bogatyr "Con ciò ebbe inizio la Madrepatria".
La stazione presenta due ingressi identici, situati all'incrocio con viale Andropova e via Nagatinskaja/Novinki. Entrambi gli ingressi sono comunicanti con sottopassaggi che permettono l'uscita in superficie e che sono coperti da tettucci in vetro.
La costruzione della stazione è un tipico esempio di sviluppo urbano sovietico, dato che le case che furono costruite intorno alla fermata risalgono alla stessa epoca. In effetti, la zona in cui sorge la stazione, Nagatino, divenne parte di Mosca solo pochi anni prima. Parte del tracciato da Avtozavodskaja è in superficie, e passa sulla Moscova tramite il Ponte Nagatinskij, che fu aperto insieme al nuovo segmento della metropolitana. È in progetto una nuova stazione, Tekhnopark (nome alternativo: Prospekt Andropova) che verrà aggiunta alla linea nei prossimi decenni.